# Loxandrus
Loxandrus är ett släkte av skalbaggar. Loxandrus ingår i familjen jordlöpare.

## Dottertaxa tillLoxandrus, i alfabetisk ordning[1]
- Loxandrus accelerans
- Loxandrus aduncus
- Loxandrus agilis
- Loxandrus algidus
- Loxandrus brevicollis
- Loxandrus breviusculus
- Loxandrus calathinus
- Loxandrus celeris
- Loxandrus cervicalis
- Loxandrus cincinnati
- Loxandrus circulus
- Loxandrus collucens
- Loxandrus comptus
- Loxandrus concinnus
- Loxandrus contumax
- Loxandrus crenatus
- Loxandrus crenulatus
- Loxandrus cubanus
- Loxandrus cursitans
- Loxandrus duryi
- Loxandrus erraticus
- Loxandrus extendus
- Loxandrus floridanus
- Loxandrus fulgens
- Loxandrus gibbus
- Loxandrus inferus
- Loxandrus infimus
- Loxandrus iris
- Loxandrus lateralis
- Loxandrus limatus
- Loxandrus lucens
- Loxandrus ludovicianus
- Loxandrus mandibularis
- Loxandrus micaus
- Loxandrus minor
- Loxandrus minutus
- Loxandrus mundus
- Loxandrus nitidulus
- Loxandrus pactinullus
- Loxandrus parallelus
- Loxandrus parvicollis
- Loxandrus parvulus
- Loxandrus piceolus
- Loxandrus piciventris
- Loxandrus pravitubus
- Loxandrus proximus
- Loxandrus pusillus
- Loxandrus rapidus
- Loxandrus rectangulus
- Loxandrus reflexus
- Loxandrus remotus
- Loxandrus restus
- Loxandrus robustus
- Loxandrus rossi
- Loxandrus saccisecundaris
- Loxandrus saphyrinus
- Loxandrus sculptilis
- Loxandrus spinilunatus
- Loxandrus suturalis
- Loxandrus taeniatus
- Loxandrus uniformis
- Loxandrus unilobus
- Loxandrus velocipes
- Loxandrus velox
- Loxandrus vitiosus
- Loxandrus vulneratus